# 신방
신방(神昉: fl. 7세기)은 신라의 고승이다. 중국의 고승 현장(玄奘: 602-664년)의 문하에 들어가 그의 역경 사업을 보좌했으며 문장이 뛰어났다고 한다.  신방(神昉)을 포함하여 순경(順璟) · 둔륜(遁倫) · 지인(智仁)등은 모두 입당(入唐) 유학을 하고 돌아온 승려들인데 이들은 모두 유식계통의 학승(學僧)들이었다.

## 참고 문헌
- 이 문서에는 다음커뮤니케이션(현 카카오)에서 GFDL 또는 CC-SA 라이선스로 배포한 글로벌 세계대백과사전의 내용을 기초로 작성된 글이 포함되어 있습니다.